# Emil Trachbrodt

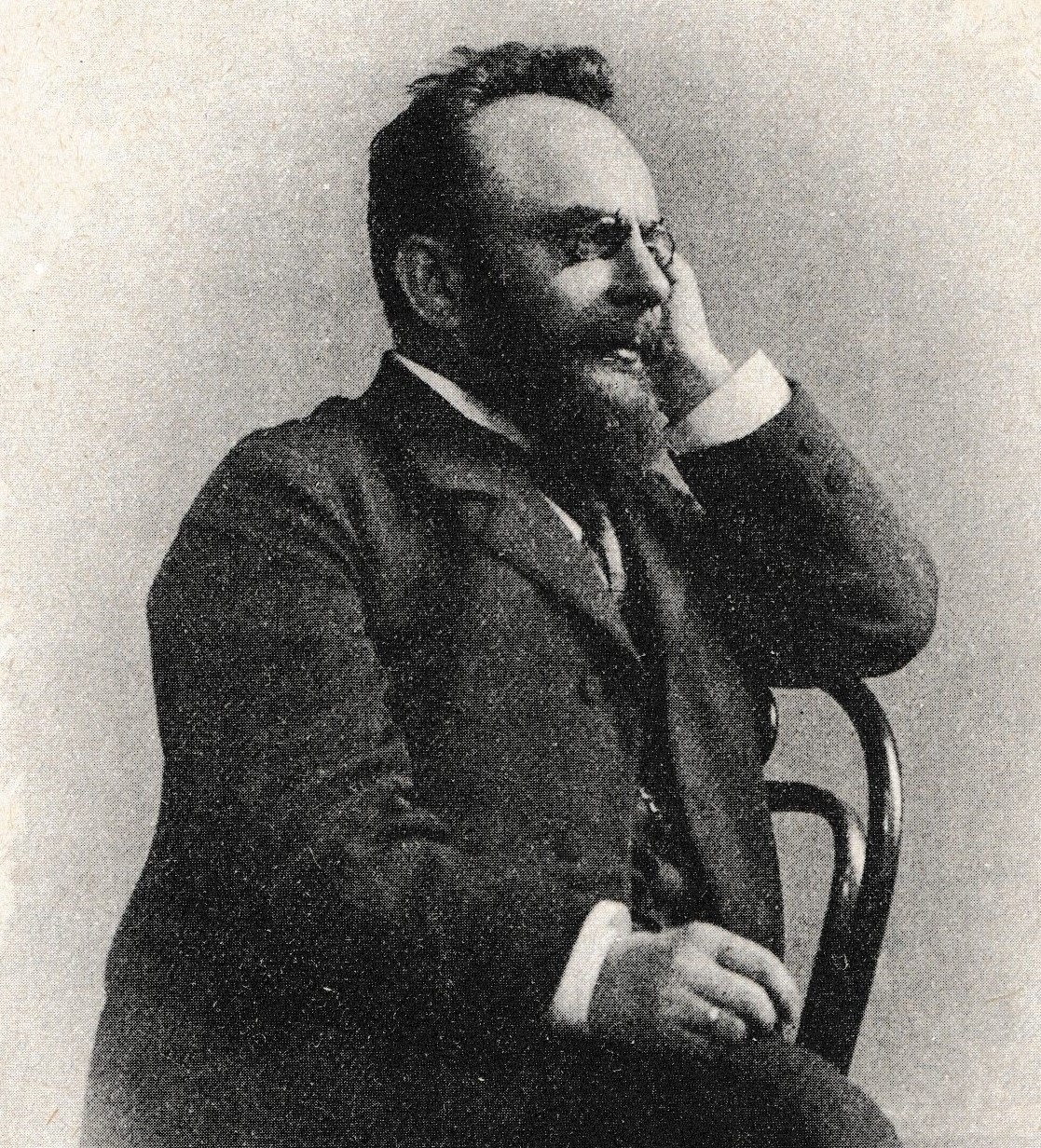
Emil Trachbrodt

Emil Trachbrodt (* 9. April 1852 in Dresden; † 18. August 1905 in Leipzig) war ein deutscher Buchhändler und Stenograph.

## Leben
Emil Trachbrodt wuchs in glücklichen, wenn auch bescheidenen kleinbürgerlichen Verhältnissen auf. Er besuchte die Bürgerschule und erlernte die Stenografie im Jahre 1868 in einem Unterrichtskurs bei Oppermann. In Teplitz konnte er sich schon 1870 als praktischer Stenograf betätigen. Mehrere Jahre darauf fand er eine Anstellung als Stenograph bei der Deutschen Unfallversicherungsbank in Leipzig und erhielt von der Direktion den Auftrag, stenographische Unterrichtsbriefe zum Selbstunterricht für Bankbeamte herauszugeben. Als im Jahre 1888 die Deutsche Unfallbank durch die Reichsregierung übernommen wurde, benutzte er die als Abfindung für seine Pensionsansprüche erhaltene Summe zum Erwerb der Verlagsbuchhandlung von Friedrich Geissler, der diese im Jahr 1857 gegründet hatte.
Es erschienen in seinem Verlag eine Anzahl stenographische Werke, wie die Gratzmüllersche Biographie, den stenographischen Portemonnaie-Kalender (seit 1874) und die Ernst Ecksteins Humoresken und seine Novelle Maria la Brusca, um nur einige zu nennen. Hauptsächlich war es aber seine durch den reichen Lehrstoff im Juli 1878 in Leipzig herausgebrachte Fachzeitschrift Illustrirte Zeitung für Gabelsberger’sche Stenographen, die seine Arbeitskraft in hohem Grade in Anspruch nahm. Eine Umbenennung in Neue Illustrirte Zeitung für Gabelsberger’sche Stenographen  fand im Juli 1884 statt. Besonders zwang ihn sein stenographischer Verlag zu einer ausgedehnten Korrespondenz, denn die „Neue Illustrirte Zeitung“ hatte Abonnenten und Freunde in zahlreichen Ländern, auch in Amerika, Australien, Asien und Afrika. Die Zeitschrift existierte bis 1914 und erschien monatlich. Sein Bruder Arno Trachbrodt, ein Autograph, übernahm die Illustrationen genannter Zeitschrift.
Dieses reiche und tätige Leben sollte einer tückischen Influenza erliegen, die er im Dezember 1904 durchzumachen hatte und die sich aufs Herz legte. Diese böse Folgekrankheit einer an sich nicht ernst zu nehmenden Erkältung machte sich bereits im Februar 1905 bemerkbar, als er im Kreise seiner Familie und lieben Verwandten und Freunde seine silberne Hochzeit feierte. An seines zweiten Sohnes Geburtstag verschied er sanft und ruhig, während am Tage nach seiner Beisetzung die Einweisung seines ältesten Sohnes ins Lehramt erfolgte.

## Werke
- Die Stenographie nach Franz Xaver Gabelsberger’s System zum Selbstunterricht, bearbeitet von Emil Trachbrodt. Autografie von Arno Trachbrodt. Verlag von Eduard Baldamus in Leipzig 1880.
- Die Satzkürzungslehre nach dem System von Franz Xaver Gabelsberger zum Selbstunterricht, bearbeitet von Emil Trachbrodt. Autografie von Arno Trachbrodt. Verlag von Eduard Baldamus in Leipzig 1880.
- Illustrirte Zeitung für Gabelsberger'sche Stenographen, 1878-1884 digital
- Neue Illustrirte Zeitung für Gabelsberger’sche Stenographen, 1884-1914 digital
- Ameisen-Kalender, Fortführung des von der Firma Geissler übernommenen Kalenders.
- E. Trachbrodt's Stenografischer-Kalender für 1886 und 1887.
- Reklamemarken für Grußkarten, Emil Trachbrodt (Leipzig), 1920, veikkos-archiv
- Reklamemarken „Viel Glück“, Mischel, Otto, 1915